# Danh sách cầu thủ tham dự giải vô địch bóng đá U-17 Bắc, Trung Mỹ và Caribe 2017
Đây là danh sách các đội hình tham dự Giải vô địch bóng đá U-17 Bắc, Trung Mỹ và Caribe 2017, giải thi đấu bóng đá cấp độ châu lục dành cho lứa tuổi U-17.

## Bảng A

### Panama
Huấn luyện viên:  Juan Carlos Cubillas
| 0#0 | Vị trí | Cầu thủ                            | Ngày sinh và tuổi           | Câu lạc bộ              |
| --- | ------ | ---------------------------------- | --------------------------- | ----------------------- |
| 1   | TM     | Jorginho Antonio Frías Bethancourt | 21 tháng 3, 2001 (16 tuổi)  | Costa del Este          |
| 2   | HV     | Jorge Enrique Barría Ramos         | 7 tháng 12, 2000 (16 tuổi)  | Plaza Amador            |
| 3   | HV     | Soyell Isiah Trejos Tesis          | 19 tháng 4, 2000 (17 tuổi)  | Árabe Unido             |
| 4   | HV     | Humberto Alexis Harding Iribarren  | 18 tháng 3, 2000 (17 tuổi)  | Costa del Este          |
| 5   | TV     | Edgar Daniel Cunningham Mc Kay     | 2 tháng 10, 2000 (16 tuổi)  | Árabe Unido             |
| 6   | TV     | Ángel Antonio Pérez Atencio        | 16 tháng 5, 2000 (16 tuổi)  | Sporting San Miguelito  |
| 7   | TV     | Ángel Gabriel Orelien González     | 2 tháng 4, 2001 (16 tuổi)   | Sporting San Miguelito  |
| 8   | TV     | Víctor Alfredo Griffith Mullins    | 12 tháng 12, 2000 (16 tuổi) | Tauro                   |
| 9   | TĐ     | Jorge Samuel Clement Gutiérrez     | 12 tháng 2, 2000 (17 tuổi)  | Tauro                   |
| 10  | TV     | Diego Ezequiel Valanta del Busto   | 8 tháng 9, 2000 (16 tuổi)   | Tauro                   |
| 11  | TV     | Eduardo Antonio Guerrero Locano    | 21 tháng 2, 2000 (17 tuổi)  | Chorrillo               |
| 12  | TM     | Alejandro Augusto Fábrega Gerbaud  | 4 tháng 12, 2000 (16 tuổi)  | Costa del Este          |
| 13  | HV     | Rangel Orlando Guzmán Small        | 12 tháng 6, 2000 (16 tuổi)  | Tierra Firme            |
| 14  | HV     | Carlos Antonio Peralta Serrano     | 7 tháng 1, 2000 (17 tuổi)   | Atlético Veragüense     |
| 15  | TV     | Alberts Aldrid Fruto Pimentel      | 2 tháng 1, 2001 (16 tuổi)   | Sporting San Miguelito  |
| 16  | TV     | Aldair Isisdoro Cundumi Rivera     | 2 tháng 4, 2000 (17 tuổi)   | Costa del Este          |
| 17  | TĐ     | Jameel Kadir Lynch Cuello          | 5 tháng 10, 2000 (16 tuổi)  | Plaza Amador            |
| 18  | TĐ     | Newton Aubrey Williams Richards    | 2 tháng 1, 2001 (16 tuổi)   | Costa del Este          |
| 19  | TĐ     | Rainel Alejandro Rivas Martínez    | 16 tháng 1, 2000 (17 tuổi)  | Municipal San Miguelito |
| 20  | TV     | Jorge Antonio Méndez Castillo      | 6 tháng 4, 2001 (16 tuổi)   | Chorrillo               |

### Honduras
Huấn luyện viên:  José Francisco Valladares
| 0#0 | Vị trí | Cầu thủ            | Ngày sinh và tuổi          | Câu lạc bộ                |
| --- | ------ | ------------------ | -------------------------- | ------------------------- |
| 1   | TM     | Carlos Banegas     | 9 tháng 2, 2001 (16 tuổi)  | Comayagua                 |
| 2   | HV     | Osbed Perez        | 3 tháng 2, 2000 (17 tuổi)  | Platense                  |
| 3   | HV     | Axel Gomez         | 28 tháng 6, 2000 (16 tuổi) | Olimpia                   |
| 4   | HV     | Cristian Moreira   | 21 tháng 5, 2000 (16 tuổi) | Vida                      |
| 5   | HV     | Alexander Bahr     | 17 tháng 2, 2001 (16 tuổi) | Atlanta United FC Academy |
| 6   | TV     | David Cardona      | 8 tháng 10, 2000 (16 tuổi) | Real Juventud             |
| 7   | TV     | Gerson Chavez      | 31 tháng 1, 2000 (17 tuổi) | Real España               |
| 8   | TV     | Everson Lopez      | 3 tháng 11, 2000 (16 tuổi) | Motagua                   |
| 9   | TĐ     | Patrick Palacios   | 29 tháng 1, 2000 (17 tuổi) | Real España               |
| 10  | TV     | Joshua Canales     | 20 tháng 7, 2000 (16 tuổi) | Olimpia                   |
| 11  | TV     | Luis Palma         | 17 tháng 1, 2000 (17 tuổi) | Vida                      |
| 12  | TM     | Jordy Castro       | 10 tháng 4, 2000 (17 tuổi) | Real España               |
| 13  | HV     | Gustavo Vallecillo | 28 tháng 8, 2000 (16 tuổi) | CARDVA                    |
| 14  | TĐ     | Carlos Mejia       | 19 tháng 2, 2000 (17 tuổi) | Vida                      |
| 15  | HV     | Emilio Campos      | 18 tháng 4, 2000 (17 tuổi) | U. de G.                  |
| 16  | TV     | Bayron Varela      | 1 tháng 7, 2000 (16 tuổi)  | Motagua                   |
| 17  | HV     | Cristian Contreras | 2 tháng 9, 2000 (16 tuổi)  | Real España               |
| 18  | TV     | Santiago Cabrera   | 9 tháng 2, 2000 (17 tuổi)  | Honduras Progreso         |
| 19  | TĐ     | Kenneth Martinez   | 26 tháng 2, 2000 (17 tuổi) | Motagua                   |
| 20  | TV     | Cristian Madrid    | 17 tháng 1, 2000 (17 tuổi) | Vida                      |

### Curaçao
Huấn luyện viên:  Ludwig Alberto
| 0#0 | Vị trí | Cầu thủ              | Ngày sinh và tuổi           | Câu lạc bộ                 |
| --- | ------ | -------------------- | --------------------------- | -------------------------- |
| 1   | TM     | Kevin Juliana        | 2 tháng 10, 2000 (16 tuổi)  | RKSV Centro Dominguito     |
| 2   | HV     | Danel Rosa           | 28 tháng 6, 2000 (16 tuổi)  | SV Hubentut Fortuna        |
| 3   | HV     | Quinton Burk         | 17 tháng 6, 2000 (16 tuổi)  | Atletiko Salina            |
| 4   | HV     | Ayodele Kwidama      | 3 tháng 9, 2000 (16 tuổi)   | Feyenoord                  |
| 5   | HV     | Quintin Rustveld     | 6 tháng 1, 2001 (16 tuổi)   | Feyenoord                  |
| 6   | TV     | Roderick Bolijn      | 9 tháng 3, 2000 (17 tuổi)   | Union Deportivo Banda Abou |
| 7   | TV     | Angerick Dorothea    | 11 tháng 5, 2000 (16 tuổi)  | RKSV Scherpenheuvel        |
| 8   | TV     | Jared Tyrol          | 4 tháng 5, 2001 (15 tuổi)   | Atletiko Salina            |
| 9   | TĐ     | Nathan Bernadina     | 21 tháng 2, 2000 (17 tuổi)  | Spartaan'20                |
| 10  | TĐ     | Richajier Oleana     | 12 tháng 11, 2000 (16 tuổi) | RKSV Scherpenheuvel        |
| 11  | TĐ     | Roger Bazoer         | 29 tháng 12, 2000 (16 tuổi) | RKSV Scherpenheuvel        |
| 12  | TV     | Sharrion Pietersz    | 16 tháng 7, 2001 (15 tuổi)  | Excelence School           |
| 13  | TV     | Luchenthly Vrutaal   | 17 tháng 5, 2001 (15 tuổi)  | Union Deportivo Banda Abou |
| 14  | TĐ     | Daveraux Cicilia     | 24 tháng 2, 2001 (16 tuổi)  | VVV-Venlo                  |
| 15  | HV     | Brayan Albertus      | 11 tháng 2, 2001 (16 tuổi)  | Excelence School           |
| 16  | TĐ     | Quincy Does          | 17 tháng 9, 2000 (16 tuổi)  | ADO Den Haag               |
| 17  | TV     | Ronathan Willems     | 6 tháng 9, 2000 (16 tuổi)   | CSD Barber                 |
| 18  | TV     | Shurendric Fransinet | 12 tháng 3, 2000 (17 tuổi)  | Spartaan'20                |
| 19  | HV     | Alexander Suart      | 13 tháng 1, 2000 (17 tuổi)  | RKV FC Sithoc              |
| 20  | TM     | Sellfrine Pieters    | 14 tháng 4, 2000 (17 tuổi)  | RKSV Scherpenheuvel        |

### Haiti
Huấn luyện viên:  Rafael Novaes Dias
| 0#0 | Vị trí | Cầu thủ                    | Ngày sinh và tuổi           | Câu lạc bộ  |
| --- | ------ | -------------------------- | --------------------------- | ----------- |
| 1   | TM     | Alan Jerome                | 22 tháng 8, 2000 (16 tuổi)  | Camp Nous   |
| 2   | HV     | Jolicoeur Junior Etienne   | 9 tháng 9, 2001 (15 tuổi)   | Camp Nous   |
| 3   | HV     | Brismax Louis Kelly Clerge | 5 tháng 1, 2000 (17 tuổi)   | Camp Nous   |
| 4   | HV     | Djeftey Joseph             | 24 tháng 2, 2000 (17 tuổi)  | Camp Nous   |
| 5   | TV     | Anderson Belus             | 11 tháng 9, 2001 (15 tuổi)  | Camp Nous   |
| 6   | TV     | Obenson Leveille           | 21 tháng 7, 2000 (16 tuổi)  | Camp Nous   |
| 7   | TV     | Louidon Casseus            | 23 tháng 12, 2000 (16 tuổi) | Camp Nous   |
| 8   | TV     | Serge Anthony Lucien       | 6 tháng 2, 2000 (17 tuổi)   | Camp Nous   |
| 9   | TĐ     | Nael Wellokfy Elysee       | 28 tháng 5, 2001 (15 tuổi)  | Camp Nous   |
| 10  | TĐ     | Steeve Selso Saint-Duc     | 8 tháng 1, 2000 (17 tuổi)   | Camp Nous   |
| 11  | TV     | Steeve Mondestin           | 3 tháng 7, 2001 (15 tuổi)   | Camp Nous   |
| 12  | TM     | Josué Duverger             | 27 tháng 4, 2000 (16 tuổi)  | Sporting CP |
| 13  | HV     | Jimmylson Guillaume        | 10 tháng 11, 2001 (15 tuổi) | Camp Nous   |
| 14  | TĐ     | Marc Michael Martine       | 22 tháng 5, 2000 (16 tuổi)  | Camp Nous   |
| 15  | HV     | Talson Charleus            | 15 tháng 6, 2001 (15 tuổi)  | Camp Nous   |
| 16  | TV     | Danley Jean Jacques        | 20 tháng 5, 2000 (16 tuổi)  | Camp Nous   |
| 17  | TV     | Ivenson Basquin            | 6 tháng 2, 2000 (17 tuổi)   | Camp Nous   |
| 18  | TV     | Widny Salomon              | 3 tháng 1, 2000 (17 tuổi)   | Camp Nous   |
| 19  | HV     | Corlens Etienne            | 24 tháng 6, 2002 (14 tuổi)  | Camp Nous   |
| 20  | TV     | Valdo Etienne              | 11 tháng 5, 2000 (16 tuổi)  | Camp Nous   |

## Bảng B

### Costa Rica
Huấn luyện viên:  Breansse Camacho
| 0#0 | Vị trí | Cầu thủ                            | Ngày sinh và tuổi          | Câu lạc bộ                |
| --- | ------ | ---------------------------------- | -------------------------- | ------------------------- |
| 1   | TM     | Ricardo Montenegro Hernández       | 9 tháng 7, 2000 (16 tuổi)  | Deportivo Saprissa        |
| 2   | HV     | Andrés Fernando Hernández Betancur | 1 tháng 1, 2000 (17 tuổi)  | Deportivo Saprissa        |
| 3   | HV     | Fernand José Faerrón Tristán       | 22 tháng 8, 2000 (16 tuổi) | Belén                     |
| 4   | HV     | Karin Arce Gutiérrez               | 1 tháng 3, 2000 (17 tuổi)  | Alajuelense               |
| 5   | TV     | Amferny Stward Arias Sinclair      | 15 tháng 1, 2000 (17 tuổi) | Alajuelense               |
| 6   | HV     | Walter Eduardo Cortés Pérez        | 5 tháng 2, 2000 (17 tuổi)  | Deportivo Saprissa        |
| 7   | TĐ     | Josué Andrés Abarca Valverde       | 4 tháng 1, 2000 (17 tuổi)  | Universidad de Costa Rica |
| 8   | TV     | Christian Joel Muñoz Salazar       | 8 tháng 2, 2000 (17 tuổi)  | Deportivo Saprissa        |
| 9   | TV     | Julen Cordero González             | 3 tháng 7, 2001 (15 tuổi)  | Deportivo Saprissa        |
| 10  | TĐ     | Andrés Gómez Rodríguez             | 7 tháng 5, 2000 (16 tuổi)  | Belén                     |
| 11  | TĐ     | José Rodolfo Alfaro Vargas         | 18 tháng 3, 2000 (17 tuổi) | Carmelita                 |
| 12  | HV     | Felipe José Flores Bolaños         | 20 tháng 9, 2000 (16 tuổi) | Alajuelense               |
| 13  | TV     | Jeurgen Norwin Sequeira Cruz       | 29 tháng 5, 2000 (16 tuổi) | Belén                     |
| 14  | TV     | Greivin David Fonseca Vargas       | 7 tháng 9, 2000 (16 tuổi)  | Deportivo Saprissa        |
| 15  | TV     | Ronnier Bustamante                 | 5 tháng 6, 2000 (16 tuổi)  | Herediano                 |
| 16  | TV     | Yecxy Jarquin Ramos                | 22 tháng 5, 2000 (16 tuổi) | Municipal Liberia         |
| 17  | HV     | Anderson Jesús Fernández Espionza  | 10 tháng 1, 2000 (17 tuổi) | Deportivo Saprissa        |
| 18  | TM     | Kevin José Chamorro Rodríguez      | 8 tháng 4, 2000 (17 tuổi)  | Carmelita                 |
| 19  | TĐ     | Justin Montero Castro              | 1 tháng 4, 2000 (17 tuổi)  | Alajuelense               |
| 20  | HV     | Alexander Román Bermúdez           | 21 tháng 3, 2001 (16 tuổi) | Alajuelense               |

### Canada
Huấn luyện viên:  Paul Stalteri
| 0#0 | Vị trí | Cầu thủ               | Ngày sinh và tuổi          | Câu lạc bộ               |
| --- | ------ | --------------------- | -------------------------- | ------------------------ |
| 1   | TM     | Gianluca Catalano     | 6 tháng 5, 2000 (16 tuổi)  | Toronto FC III           |
| 2   | HV     | Jake Ruby             | 4 tháng 6, 2000 (16 tuổi)  | Vancouver Whitecaps FC   |
| 3   | TV     | Terique Mohammed      | 27 tháng 1, 2000 (17 tuổi) | Toronto FC III           |
| 4   | HV     | Julian Dunn-Johnson   | 11 tháng 7, 2000 (16 tuổi) | Toronto FC III           |
| 5   | HV     | Rocco Romeo           | 25 tháng 3, 2000 (17 tuổi) | Toronto FC III           |
| 6   | TV     | Noble Okello          | 20 tháng 7, 2000 (16 tuổi) | Toronto FC III           |
| 7   | TV     | Jordan Faria          | 13 tháng 6, 2000 (16 tuổi) | Toronto FC III           |
| 8   | TV     | Michael Baldisimo     | 13 tháng 4, 2000 (17 tuổi) | Vancouver Whitecaps FC 2 |
| 9   | TĐ     | Jonathan David        | 14 tháng 1, 2000 (17 tuổi) | Ottawa Internationals    |
| 10  | TV     | Steffen Yeates        | 4 tháng 1, 2000 (17 tuổi)  | Toronto FC III           |
| 11  | TV     | Luca Petrasso         | 16 tháng 6, 2000 (16 tuổi) | Toronto FC III           |
| 12  | HV     | Émile Legault         | 10 tháng 4, 2000 (17 tuổi) | Auxerre                  |
| 13  | TV     | Alessandro Hojabrpour | 10 tháng 1, 2000 (17 tuổi) | Vancouver Whitecaps FC   |
| 14  | HV     | Yohan LeBourhis       | 9 tháng 3, 2000 (17 tuổi)  | Montreal Impact          |
| 15  | TV     | Ryan Amorim           | 5 tháng 4, 2000 (17 tuổi)  | Vitória Setúbal          |
| 16  | TV     | Benson Fazili         | 12 tháng 1, 2000 (17 tuổi) | Ottawa Internationals    |
| 17  | TV     | Olakunle Dada-Luke    | 12 tháng 1, 2000 (17 tuổi) | Toronto FC III           |
| 18  | TM     | Sebastian Sgarbossa   | 8 tháng 9, 2000 (16 tuổi)  | Toronto FC III           |
| 19  | TĐ     | José Hernández        | 19 tháng 3, 2000 (17 tuổi) | Vancouver Whitecaps FC   |
| 20  | TĐ     | Zakaria Abdi          | 23 tháng 4, 2000 (16 tuổi) | Toronto FC III           |

### Cuba
Huấn luyện viên:  Rufino Sotolongo
| 0#0 | Vị trí | Cầu thủ                             | Ngày sinh và tuổi           | Câu lạc bộ       |
| --- | ------ | ----------------------------------- | --------------------------- | ---------------- |
| 1   | TM     | Danny Echeverria Díaz               | 21 tháng 4, 2000 (17 tuổi)  | Villa Clara      |
| 2   | HV     | Cristhian Turca Pijuan              | 6 tháng 5, 2000 (16 tuổi)   | La Habana        |
| 3   | HV     | Miguel Ignacio Coll Tamayo          | 12 tháng 7, 2000 (16 tuổi)  | Holguín          |
| 4   | HV     | Roy Luis López                      | 11 tháng 9, 2000 (16 tuổi)  | Camagüey         |
| 5   | HV     | Christopher Yoel Llorente Fernández | 21 tháng 2, 2000 (17 tuổi)  | Cienfuegos       |
| 6   | TV     | Jhan Marcos Rodríguez Licea         | 11 tháng 7, 2000 (16 tuổi)  | Camagüey         |
| 7   | TĐ     | Ribaldo Roldán Moreno               | 23 tháng 4, 2001 (15 tuổi)  | La Habana        |
| 8   | TV     | Carlos Alberto Molina López         | 19 tháng 3, 2000 (17 tuổi)  | Matanzas         |
| 9   | TĐ     | Yandry Romero Clark                 | 2 tháng 1, 2000 (17 tuổi)   | La Habana        |
| 10  | TĐ     | Brian Savigne Polanco               | 27 tháng 3, 2000 (17 tuổi)  | Santiago de Cuba |
| 11  | TV     | Ronaldo Rosette García              | 14 tháng 7, 2000 (16 tuổi)  | La Habana        |
| 12  | TM     | Antuan Obregón Medina               | 20 tháng 9, 2000 (16 tuổi)  | Mayabueque       |
| 13  | HV     | Bruno Manuel Rendón Cardoso         | 7 tháng 5, 2000 (16 tuổi)   | Matanzas         |
| 14  | TV     | Carlos Elián Ibarra Molina          | 24 tháng 1, 2000 (17 tuổi)  | Santiago de Cuba |
| 15  | HV     | Karel Aldair Espino Contreras       | 27 tháng 10, 2001 (15 tuổi) | Artemisa         |
| 16  | TV     | Omar Pérez Ramírez                  | 21 tháng 4, 2000 (17 tuổi)  | Villa Clara      |
| 17  | HV     | Pedro Paulo Piñeiro Sarduy          | 22 tháng 3, 2000 (17 tuổi)  | La Habana        |
| 18  | TV     | Josué Vega Alvares                  | 27 tháng 1, 2000 (17 tuổi)  | La Habana        |
| 19  | TĐ     | Manuel Ignacio Cruz Ledesma         | 20 tháng 9, 2000 (16 tuổi)  | Camagüey         |
| 20  | TM     | Arturo Héctor Godoy                 | 12 tháng 1, 2000 (17 tuổi)  | La Habana        |

Ghi chú
1. ↑  Replaced Dayron López prior to tournament start.

### Suriname
Huấn luyện viên:  Rogillo Kolf
| 0#0 | Vị trí | Cầu thủ            | Ngày sinh và tuổi         | Câu lạc bộ  |
| --- | ------ | ------------------ | ------------------------- | ----------- |
| 1   | TM     | Fhabrisio Saling   |                           | Leo Victor  |
| 2   | HV     | Clarence Belong    |                           | Oase        |
| 3   | HV     | Michiel Revales    |                           | Oase        |
| 4   | HV     | Donnevan Rellum    |                           | Transvaal   |
| 5   | HV     | Gideon Seymonson   |                           | Robinhood   |
| 6   | TV     | Rievaldo Doorson   |                           | West United |
| 7   | TV     | Brian Elshot       |                           | Leo Victor  |
| 8   | TV     | Lorenzo Nelom      |                           | Oase        |
| 9   | TĐ     | Archero Hoever     |                           | Robinhood   |
| 10  | TV     | Jaycee Marsidin    |                           | Robinhood   |
| 11  | TĐ     | Jenairo Eenig      |                           | Transvaal   |
| 12  | TV     | Aziez Saino        |                           | Oase        |
| 13  | HV     | Siffion Mac-Intosh |                           | Santos      |
| 14  | TV     | Roscello Vlijter   | 1 tháng 1, 2000 (17 tuổi) | Feyenoord   |
| 15  | TV     | Jamiro Hecbert     |                           | Transvaal   |
| 16  | TV     | Chesron Aloewel    |                           | Robinhood   |
| 17  | HV     | Bjorn Graves       |                           | Leo Victor  |
| 18  | TĐ     | Amerigo Sale       |                           | Leo Victor  |
| 19  | TĐ     | Damian Brunswijk   |                           | Notch       |
| 20  | TM     | Rivaldo Soesman    |                           | West United |

## Bảng C

### México
Huấn luyện viên:  Mario Arteaga
| 0#0 | Vị trí | Cầu thủ                         | Ngày sinh và tuổi          | Câu lạc bộ       |
| --- | ------ | ------------------------------- | -------------------------- | ---------------- |
| 1   | TM     | Víctor André Alcaráz Díaz       | 8 tháng 1, 2000 (17 tuổi)  | Guadalajara      |
| 2   | HV     | Adrián Vázquez Hernández        | 9 tháng 1, 2000 (17 tuổi)  | Pachuca          |
| 3   | HV     | Carlos Alejandro Robles Jiménez | 11 tháng 7, 2000 (16 tuổi) | Atlas            |
| 4   | HV     | Luis Alejandro Olivas Salcedo   | 10 tháng 2, 2000 (17 tuổi) | Guadalajara      |
| 5   | HV     | Raúl Martín Sandoval Zavala     | 18 tháng 1, 2000 (17 tuổi) | Tijuana          |
| 6   | TV     | Luis Javier Gamiz Ávila         | 4 tháng 4, 2000 (17 tuổi)  | Tijuana          |
| 7   | TĐ     | Jairo Torres                    | 5 tháng 7, 2000 (16 tuổi)  | Atlas            |
| 8   | TV     | Alexis Hazael Gutiérrez Torres  | 26 tháng 2, 2000 (17 tuổi) | Guadalajara      |
| 9   | TĐ     | Daniel López                    | 14 tháng 3, 2000 (17 tuổi) | Tijuana          |
| 10  | TĐ     | Roberto de la Rosa              | 4 tháng 1, 2000 (17 tuổi)  | Pachuca          |
| 11  | TV     | Jesús Andrés Pérez Álvarez      | 11 tháng 4, 2000 (17 tuổi) | Querétaro        |
| 12  | TM     | César Iván López de Alba        | 10 tháng 6, 2000 (16 tuổi) | Guadalajara      |
| 13  | HV     | Oscar Haret Ortega Gatica       | 19 tháng 5, 2000 (16 tuổi) | América          |
| 14  | HV     | Alan Maeda Luevanos             | 5 tháng 2, 2000 (17 tuổi)  | Santos Laguna    |
| 15  | HV     | Andrés Didyer Catalán Güemes    | 20 tháng 8, 2000 (16 tuổi) | Monarcas Morelia |
| 16  | TV     | Marco Antonio Ruiz Zarco        | 14 tháng 3, 2000 (17 tuổi) | Atlas            |
| 17  | TV     | Carlos Eduardo Guerrero Zavala  | 14 tháng 2, 2000 (17 tuổi) | León             |
| 18  | TV     | Víctor Hugo Reyes Márquez       | 17 tháng 1, 2000 (17 tuổi) | Monarcas Morelia |
| 19  | TĐ     | César Saúl Huerta Valera        | 3 tháng 12, 2000 (16 tuổi) | Guadalajara      |
| 20  | TĐ     | José Alfonso Alvarado Peréz     | 13 tháng 3, 2000 (17 tuổi) | Monterrey        |

### El Salvador
Huấn luyện viên:  Erick Dowson Prado
| 0#0 | Vị trí | Cầu thủ                            | Ngày sinh và tuổi           | Câu lạc bộ                 |
| --- | ------ | ---------------------------------- | --------------------------- | -------------------------- |
| 1   | TM     | Jairo Alexander Guardado Abrego    | 24 tháng 5, 2000 (16 tuổi)  | Santa Tecla                |
| 2   | HV     | Kevin Alexander Menjívar Henríquez | 23 tháng 9, 2000 (16 tuổi)  | Turín FESA                 |
| 3   | HV     | Erick Geovanni Cartagena Guzmán    | 17 tháng 11, 2000 (16 tuổi) | FAS                        |
| 4   | HV     | Diego Alejandro Chévez García      | 2 tháng 3, 2000 (17 tuổi)   | Turín FESA                 |
| 5   | HV     | Giovanni Ernesto Ávila Azahar      | 21 tháng 3, 2000 (17 tuổi)  | Santa Tecla                |
| 6   | TV     | Éver Hernán Guzmán Quintanilla     | 25 tháng 6, 2000 (16 tuổi)  | Santa Tecla                |
| 7   | TĐ     | Fernando José Villalta Hernández   | 1 tháng 5, 2000 (16 tuổi)   | Unattached                 |
| 8   | TV     | Jorge Antonio Cruz Cortez          | 24 tháng 1, 2000 (17 tuổi)  | Once Municipal             |
| 9   | TĐ     | Alexis Cerritos                    | 2 tháng 10, 2000 (16 tuổi)  | D.C. United Academy        |
| 10  | TV     | Denis José García Cornejo          | 5 tháng 1, 2000 (17 tuổi)   | Turín FESA                 |
| 11  | TV     | Rolando Ernesto Ramírez Rodríguez  | 24 tháng 3, 2000 (17 tuổi)  | FAS                        |
| 12  | TV     | Rodrigo Armando Santamaría Sánchez | 9 tháng 2, 2000 (17 tuổi)   | Regina                     |
| 13  | TV     | Roberto Carlos López Cárcamo       | 24 tháng 1, 2000 (17 tuổi)  | FAS                        |
| 14  | TV     | Christian Joby Barillas Salgado    | 13 tháng 2, 2000 (17 tuổi)  | Pateadores                 |
| 15  | TV     | Andy Joao Escobar Alas             | 10 tháng 4, 2000 (17 tuổi)  | Turín FESA                 |
| 16  | TV     | Allexon Saravia Zambrano           | 22 tháng 9, 2000 (16 tuổi)  | D.C. United Academy        |
| 17  | TV     | Mauricio Armando Gómez Guzmán      | 11 tháng 8, 2000 (16 tuổi)  | Turín FESA                 |
| 18  | TM     | Tomás Liam Romero Keubler          | 19 tháng 12, 2000 (16 tuổi) | Philadelphia Union Academy |
| 19  | HV     | Sergio Enrique Ramírez Rivera      | 3 tháng 1, 2000 (17 tuổi)   | Unattached                 |
| 20  | HV     | Diego Enrique Guatemala Molina     | 26 tháng 1, 2000 (17 tuổi)  | Santa Tecla                |

### Jamaica
Huấn luyện viên:  Andrew Edwards
| 0#0 | Vị trí | Cầu thủ           | Ngày sinh và tuổi           | Câu lạc bộ           |
| --- | ------ | ----------------- | --------------------------- | -------------------- |
| 1   | TM     | Daniel Russell    | 10 tháng 1, 2001 (16 tuổi)  | Manchester High      |
| 2   | HV     | Kendall Edwards   | 18 tháng 2, 2001 (16 tuổi)  | Parkview High        |
| 3   | HV     | Damani Osei       | 21 tháng 10, 2000 (16 tuổi) | Cosby High School    |
| 4   | TV     | Jeremy Verley     | 9 tháng 8, 2000 (16 tuổi)   | Milton Academy       |
| 5   | HV     | Jamoi Topey       | 13 tháng 1, 2000 (17 tuổi)  | Camperdown High      |
| 6   | HV     | Akeem Mullings    | 31 tháng 1, 2000 (17 tuổi)  | Vauxhall High School |
| 7   | TV     | Kaheem Parris     | 13 tháng 10, 2000 (16 tuổi) | Dinthill Technical   |
| 8   | TV     | Coby Atkinson     | 21 tháng 5, 2000 (16 tuổi)  | American Heritage    |
| 9   | TĐ     | Raewin Senior     | 1 tháng 7, 2000 (16 tuổi)   | Excelsior High       |
| 10  | TV     | Renato Campbell   | 16 tháng 3, 2000 (17 tuổi)  | Kingston College     |
| 11  | TV     | Jermaine Lyons    | 23 tháng 4, 2000 (16 tuổi)  | Denham Town High     |
| 12  | HV     | Kimani Gibbons    | 29 tháng 5, 2000 (16 tuổi)  | St Jago High         |
| 13  | TM     | Tajay Griffiths   | 18 tháng 4, 2000 (17 tuổi)  | Wolmers Boys         |
| 14  | TĐ     | Nicque Daley      | 19 tháng 10, 2000 (16 tuổi) | Clarendon College    |
| 15  | HV     | Richard Thompson  | 10 tháng 2, 2000 (17 tuổi)  | Herbert Technical    |
| 16  | TV     | Blake White       | 1 tháng 1, 2000 (17 tuổi)   | Unattached           |
| 17  | HV     | Casseam Priestley | 2 tháng 12, 2000 (16 tuổi)  | Kingston College     |
| 18  | TĐ     | Ricardo McIntosh  | 16 tháng 11, 2000 (16 tuổi) | Clarendon College    |
| 19  | HV     | Calwayne Allen    | 1 tháng 4, 2000 (17 tuổi)   | St James High        |
| 20  | HV     | Shane Ricketts    | 28 tháng 11, 2000 (16 tuổi) | Little London High   |

### Hoa Kỳ
Huấn luyện viên:  John Hackworth
| 0#0 | Vị trí | Cầu thủ          | Ngày sinh và tuổi          | Câu lạc bộ                |
| --- | ------ | ---------------- | -------------------------- | ------------------------- |
| 12  | TM     | CJ Dos Santos    | 24 tháng 8, 2000 (16 tuổi) | Benfica                   |
| 1   | TM     | Justin Garces    | 23 tháng 8, 2000 (16 tuổi) | Kendall Soccer Coalition  |
| 3   | HV     | Chris Gloster    | 28 tháng 7, 2000 (16 tuổi) | New York Red Bulls II     |
| 2   | HV     | Jaylin Lindsey   | 27 tháng 3, 2000 (17 tuổi) | Swope Park Rangers        |
| 4   | HV     | James Sands      | 6 tháng 7, 2000 (16 tuổi)  | New York City FC Academy  |
| 5   | HV     | AJ Vasquez       | 8 tháng 1, 2000 (17 tuổi)  | FC Golden State           |
| 13  | HV     | Akil Watts       | 4 tháng 2, 2000 (17 tuổi)  | IMG Academy               |
| 10  | TV     | George Acosta    | 9 tháng 1, 2000 (17 tuổi)  | Weston FC                 |
| 16  | TV     | Taylor Booth     | 31 tháng 5, 2001 (15 tuổi) | RSL-AZ Academy            |
| 6   | TV     | Chris Durkin     | 8 tháng 2, 2000 (17 tuổi)  | D.C. United               |
| 8   | TV     | Blaine Ferri     | 29 tháng 9, 2000 (16 tuổi) | Solar Chelsea             |
| 14  | TV     | Chris Goslin     | 12 tháng 5, 2000 (16 tuổi) | Atlanta United FC         |
| 18  | TV     | Ấn Độna Vassilev | 16 tháng 2, 2001 (16 tuổi) | IMG Academy               |
| 20  | TV     | Adrian Villegas  | 19 tháng 5, 2000 (16 tuổi) | Portland Timbers Academy  |
| 11  | TĐ     | Andrew Carleton  | 22 tháng 6, 2000 (16 tuổi) | Atlanta United FC         |
| 15  | TĐ     | Zyen Jones       | 25 tháng 8, 2000 (16 tuổi) | Atlanta United FC Academy |
| 7   | TĐ     | Ayo Akinola      | 20 tháng 1, 2000 (17 tuổi) | Toronto FC II             |
| 17  | TĐ     | Bryan Reynolds   | 28 tháng 6, 2001 (15 tuổi) | FC Dallas                 |
| 9   | TĐ     | Josh Sargent     | 20 tháng 2, 2000 (17 tuổi) | St. Louis Scott Gallagher |
| 19  | TĐ     | Timothy Weah     | 22 tháng 2, 2000 (17 tuổi) | Paris Saint-Germain       |